# 諸井愛
諸井 愛（もろい あい）は、日本の漫画家。

## 作風
特に巨乳、爆乳キャラは登場せず、乳は平均的である。虜辱、近親相姦（特に、兄妹、親戚物）などを得意とし、安定した作風が魅力である。虜辱物以外には、作品にコメディ要素が所々に現れる。同人活動もしていた。

## 作品リスト
- 好きにシテいいよっ
- 桃色悪戯
- ときめきメイクラブ
- 彼女たちの雫
- ヒミツの蕾
- 姉と母の体臭（妹の快感・姉の罪・母の罰）
- あの夏 ぼくの妹のひみつ